# كول هاوس
كول هاوس (بالإنجليزية: Cole House)‏ هو دراج أمريكي، ولد في 5 فبراير 1988 في الولايات المتحدة.

## وصلات خارجية
- كول هاوس على موقع الاتحاد الدولي للدراجات (الإنجليزية)
- كول هاوس على موقع أرشيف الدراجات (الإنجليزية)
- كول هاوس على موقع إحصائيات الدراجات الإحترافية (الإنجليزية)